# Kapušianske Kľačany
Kapušianske Kľačany est un village de Slovaquie situé dans la région de Košice.

## Histoire
Première mention écrite du village en 1315.
La localité fut annexée par la Hongrie après le premier arbitrage de Vienne le 2 novembre 1938. À la libération, la commune a été réintégrée dans la Tchécoslovaquie reconstituée.
Le hameau de Kľačany était une commune autonome en 1938. Il comptait 401 habitants en 1938 dont 16 juifs. Elle faisait partie du district de Veľké Kapušany (hongrois : Nagykaposi járás). Le nom de la localité avant la Seconde Guerre mondiale était Kľačany/Kelecsény. Durant la période 1938 -1945, le nom hongrois Magyarkelecsény était d'usage.
Le hameau de Močiar était une commune autonome en 1938. Il comptait 305 habitants en 1938 dont 10 juifs. Elle faisait partie du district de Veľké Kapušany (hongrois : Nagykaposi járás). Le nom de la localité avant la Seconde Guerre mondiale était Močiar/Mocsár. Durant la période 1938 -1945, le nom hongrois Magyarmocsár était d'usage.
Le hameau de Ňarád était une commune autonome en 1938. Il comptait 196 habitants en 1938 dont 7 juifs. Elle faisait partie du district de Veľké Kapušany (hongrois : Nagykaposi járás). Le nom de la localité avant la Seconde Guerre mondiale était Ňarád/Nyarád. Durant la période 1938 -1945, le nom hongrois Ungnyarád était d'usage.

## Démographie

### Évolution de la population
| Année:               | 1994. | 2004.    | 2014.    | 2024.   |
| -------------------- | ----- | -------- | -------- | ------- |
| Nombre de personnes: | 738   | 822      | 922      | 976     |
| Différence:          |       | +11,38 % | +12,16 % | +5,85 % |

| Année:               | 2023. | 2024.   |
| -------------------- | ----- | ------- |
| Nombre de personnes: | 949   | 976     |
| Différence:          |       | +2,84 % |

## Politique
| Nom          | Parti politique | Date de l'élection | Fin du mandat |
| ------------ | --------------- | ------------------ | ------------- |
| Karol Molnár | SMK-MKP         | 02.12.2006         | Déc. 2010     |